# Fred Evans (giocatore di football americano)
Frederick H. Evans, detto Fred (Chicago, 6 novembre 1983), è un giocatore di football americano statunitense che gioca nel ruolo di defensive tackle ed è attualmente free agent. Scelto dai Miami Dolphins nel corso del settimo giro (212º assoluto) del Draft NFL 2006, Evans aveva precedentemente giocato a football al college per il College of DuPage e per la Texas State University.
È fratello di Aja, bobbista di livello internazionale, medaglia di bronzo a Soči 2014.

## Carriera universitaria
Dopo essersi diplomato alla Morgan Park High School, Evans giocò per due stagioni presso il College of DuPage per poi trasferirsi alla Texas State University. Qui nel 2004 fu nominato Southland Conference Newcomer of the Year ed inserito nel 1st-Team All-Southland, onorificenze bissate anche l'anno seguente quando partecipò anche all'Hula Bowl.

## Carriera professionistica

### Miami Dolphins
Scelto dai Dolphins come 207º assoluto nel settimo giro del Draft NFL 2006, con essi giocò nel suo anno da rookie, solamente 1 match, l'ultimo della stagione il 31 dicembre contro gli Indianapolis Colts, mettendo a segno 2 tackle da solo, mentre per il resto della stagione rimase inattivo.
La sua parentesi in Florida fu macchiata da guai con la giustizia, in quanto venne arrestato il 23 giugno: egli si trovava a Miami Beach quando ebbe una discussione con un tassista. All'arrivo dei poliziotti Evans si rifiutò di lasciare il taxi, ne seguì una colluttazione con un poliziotto che ebbe la peggio, morsicato dallo stesso Evans. Ad aggravare la sua posizione vi era poi il fatto che a Colorado County era già in libertà vigilata per possesso di marijuana. A seguito di ciò i Dolphins distribuirono una nota il giorno stesso dell'arresto facendo capire che non tolleravano la situazione e che avrebbero preso dei provvedimenti al riguardo, provvedimenti che il 28 giugno si tradussero nella scelta più drastica ovvero il taglio di Evans dal roster.

### Minnesota Vikings
Nonostante ciò Evans non ebbe particolari problemi a trovare una nuova squadra nella NFL e fu ingaggiato per la stagione 2007 dai Vikings. Qui ebbe maggior spazio rispetto alla sua stagione di debutto ma era chiuso dal defensive tackle titolare Pat Williams: chiuse pertanto la prima stagione in Minnesota con 11 partite all'attivo (nessuna da titolare), 3 tackle ed 1 sack messo a segno sul futuro MVP del Super Bowl Eli Manning.
Nel 2008 Evans disputò tutti e 16 gli incontri della stagione regolare inclusi gli ultimi due match che lo videro titolare a seguito di un infortunio patito da Pat Williams che gli permise di essere titolare anche nell'NFC Wild Card Game perso dai Vikings contro i Philadelphia Eagles, in cui recuperò un fumble forzato da Jared Allen su Donovan McNabb. A livello di stagione regolare Evans mise a segno 16 tackle contribuendo allo storico risultato della difesa dei Vikings, leader in NFL per il terzo anno consecutivo nella difesa sulle corse (un fatto mai accaduto fino a quel momento dalla fusione AFL-NFL del 1970).
Nel 2009 scese in campo 13 volte durante la stagione regolare e altre 2 nei playoff (mai da titolare), mettendo a segno 9 tackle totali, numeri destinati a calare ancora nella stagione 2010 in cui prese parte a sole 8 partite mettendo a segno 4 tackle.
Nel 2011 tornò a disputare tutti e 16 gli incontri di stagione regolare, mettendo a segno 22 tackle, suo miglior risultato stagionale in carriera, migliorato nel 2012, quando in 16 incontri di stagione regolare (di cui 2 da titolare), mise a segno 23 tackle e 2 sack, anche quest'ultimo suo miglior risultato stagionale in carriera.
Nel mese di marzo 2012, Evans prolungò di due anni il suo contratto in scadenza, e nel corso della stagione scese in campo in tutti e 16 gli incontri (in un'occasione come titolare) totalizzando 23 tackle (15 solitari e 8 assistiti) e 2 sack (miglior risultato in carriera in una singola stagione).
Nel primo incontro della stagione 2013, perso dai Vikings 24-34 in casa dei Detroit Lions, Evans, complice l'infortunio patito da Kevin Williams prima dell'inizio del campionato, partì titolare e mise a segno 6 tackle (5 solitari ed uno assistito) ed un passaggio deviato. La settimana seguente, che vide una seconda sconfitta per mano dei Bears, tornato a ricoprire il ruolo di riserva, scese in campo a partita in corso mettendo a segno un solo tackle.
Dopo aver inizialmente firmato un prolungamento annuale nel mese di marzo, il 30 agosto 2014 Evans fu svincolato dai Minnesota Vikings.

## Vittorie e premi
Nessuno

## Statistiche
| Partite totali      | 95 |
| Partite da titolare | 6  |
| Tackle              | 99 |
| Sack                | 3  |
| Intercetti          | 0  |

Statistiche aggiornate alla stagione 2014